# كهف استعراضي

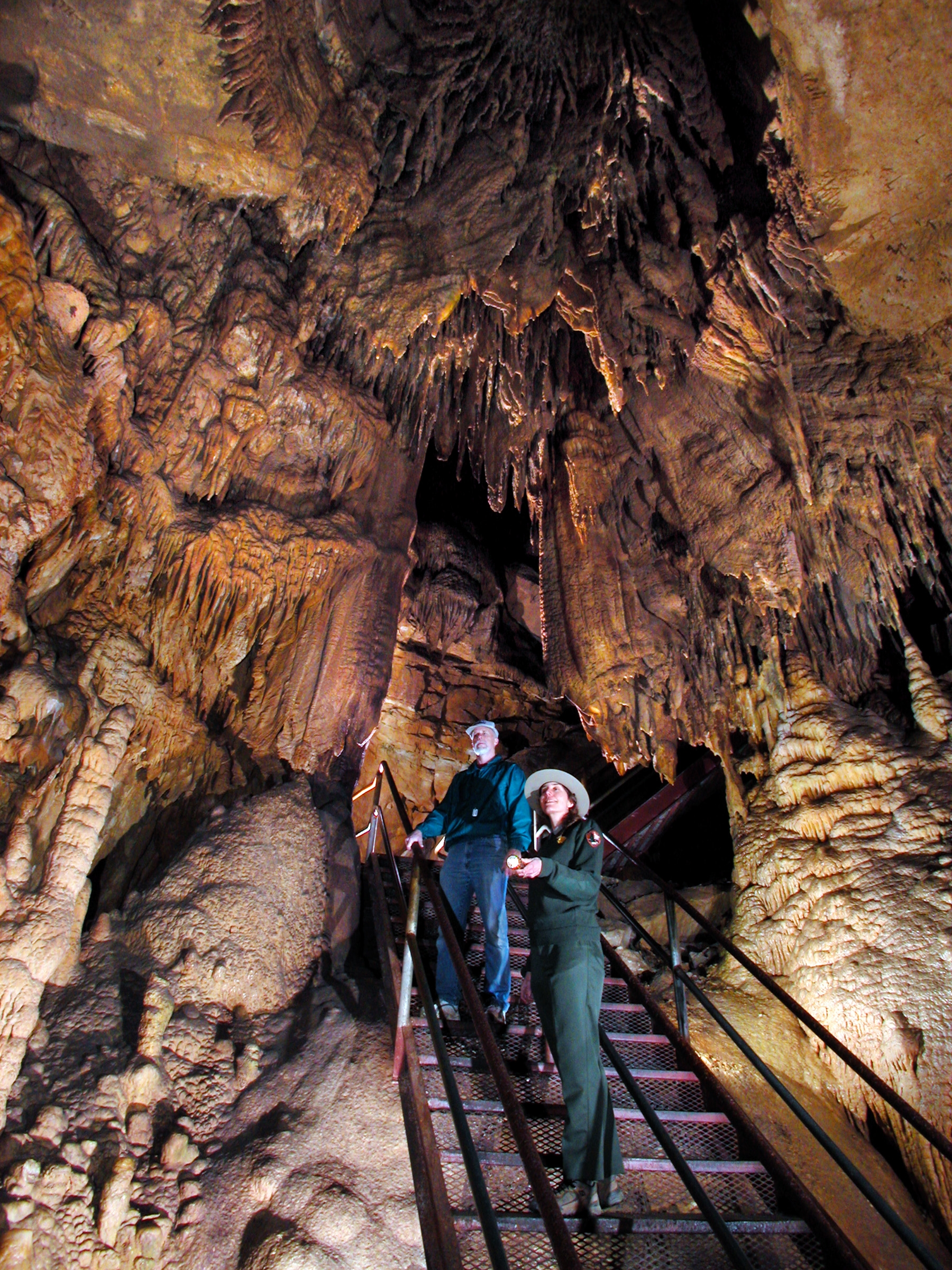
دليل يشرح لزائر في كهف الماموث بولاية كنتاكي.

الكهف الاستعراضي أو كهف السُّياح أو كهف العامة في الولايات المتحدة، أو الكهف الدعائي هو كهف يُدار من قبل الحكومة أو المنشئات الربحية ويُفتح للعامة من الناس بمقابل مادي للدخول، وخلافاً للكهوف البرية فإن هذا النوع من الكهوف يكون ممهداً ومزوداً بمزايا كالإضاءة والدليل السياحي والطرق الممهدة.
استعمال الكهوف الاستعراضية بين الدول متقلب، حيث أن العديد من الدول تميل إلى إطلاق مسمى الكهف الاستعراضي على أي كهف مفتوح للعامة حتى مع كون بعضها غير مُزودة بأي مزايا وعلى الرغم من ذلك فإنها تُزار من قبل العديد من العامة. هذا النوع من الكهوف يُطلق عليه اسم كهف شبه برّيّ. وتتراوح زيارات العامة من التنزه البسيط إلى التسلق الخطر وكثير من الحوادث تحدث في هذا النوع من الكهف لإساءة تقدير الزائر مدى خطورتها ووعورتها.

## التاريخ
أقدم كهف استعراضي معروف في العالم هو كهف بسطنجة في سلوفينيا، مع أول توثيق لزيارة الكهف في عام 1213م. 
سمح تطور الإضاءة الكهربائية بإضاءة الكهوف الاستعراضية، التجارب الأولية مع المصابيح الكهربائية في الكهوف بدأت من قبل ديوتنان إدوارد كراكنل عام 1880م في كهف شلفي، وكهوف جينولان.

## وصلات خارجية
- www.showcaves.com، موقع يجمع مختلف الكهوف الاستعراضية حول العالم.